# Mohammad Pakpour

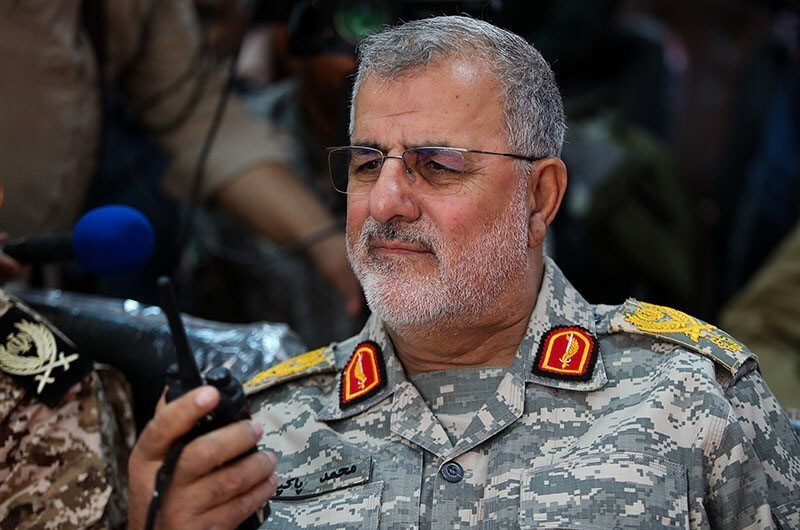
Mohammad Pakpour (2022)

Mohammad Pakpour (persisch محمد پاکپور;; * 1961 in Arak) ist ein iranischer Generalleutnant und Befehlshaber der Iranischen Revolutionsgarde (Pasdaran). Nachdem sein Vorgänger Hussein Salami am 13. Juni 2025 bei einem gezielten Angriff der israelischen Luftwaffe bei der Operation Rising Lion auf das Hauptquartier der Revolutionsgarden getötet wurde, wurde Pakpour dessen Nachfolger.

## Biografie
Pakpour wurde 1961 in Arak geboren. Er trat kurz nach der Islamischen Revolution 1979 der IRGC bei. Während des Iran-Irak-Kriegs diente Pakpour als Kommandeur der 8. Najaf Ashraf Division und der 31. Ashura Division. Am 24. Juni 2019 setzte das US-Finanzministerium ihn auf die OFAC-Sanktionsliste, fror sein gesamtes US-Vermögen ein und untersagte US-Bürgern jegliche Geschäftsbeziehungen mit ihm.
Am 13. Juni 2025 wurde Mohammad Pakpour nach dem Tod von Hussein Salami bei einem israelischen Luftangriff vom Obersten Führer Ali Khamenei zum neuen Kommandeur der IRGC ernannt.